# 中央军委训练管理部职业教育局
中央军委训练管理部职业教育局，位于北京市，是中央军事委员会训练管理部下属局，负责全军职业教育工作。

## 沿革
在深化国防和军队改革中，2016年1月组建中央军事委员会训练管理部。中央军委训练管理部新设中央军委训练管理部职业教育局。负责全军军事职业教育的顶层设计和统筹管理工作。沈跃进出任该局第一任局长。沈跃进原任中国人民解放军总参谋部军训部院校教育行政局局长。
2017年8月，中央军委印发《军事职业教育改革实施方案》，正式启动军事职业教育改革。经中央军委训练管理部牵头，军委机关协作，提出了军事职业教育改革的指导思想、目标任务、实施方法。一是按“军委管总、战区主战、军种主建”原则，健全统筹管理、教学管理、学习管理相结合的军事职业教育管理体制。二是坚持以非学历继续教育为主，非学历继续教育与学历继续教育相结合，构建完善军队人员终身教育体系。三是运用“网络＋教育”的理念方法，建立“需求牵引、平台统一、资源共享、立足岗位、自主学习”的军事职业教育运行模式。四是建立学分银行制度、学籍管理制度等。全军分层次分类型启动24个单位的军事职业教育综合试点工作，计划2018年底前完成综合试点，2019年全面推开军事职业教育，争取在2020年底前实现军事职业教育的基本转型。

## 历任局长
| 中央军委训练管理部职业教育局局长 1. 沈跃进（2016年—） | 中央军委训练管理部职业教育局副局长 - 李麒（2016年—） |